# Stéphane Guérinot
Stéphane Guérinot, né le 17 juillet 1968 à Lyon, est un rameur français. Il est le père d'Alexis Guérinot et le fils de Jean-Claude Guérinot, chef de chœur et chef d'orchestre.

## Biographie
Il étudie en sport-étude au  Lycée Frédéric Faÿs (seconde et première) et au lycée Jean-Perrin (en Terminale). Il étudie ensuite à l'UFR STAPS de l'Université Claude-Bernard-Lyon-I ainsi qu'à l'école de kinésithérapie de la faculté de médecine de Lyon.
Il remporte la médaille d'argent en quatre sans barreur poids légers aux Championnats du monde d'aviron 1990, la médaille d'argent en huit aux Championnats du monde d'aviron 1991 et la médaille de bronze en quatre sans barreur poids légers aux Championnats du monde d'aviron 1992.
Il remporte une médaille d'argent à l'Universiade d'été de 1993 à Buffalo et Il est septième des Jeux olympiques d'été de 1996 en quatre sans barreur (poids légers).